# Reichskommissariat
Un Reichskommissariat désigne une administration territoriale du Troisième Reich lors de la Seconde Guerre mondiale. Destiné à devenir rapidement une administration civile, le contrôle du territoire était transféré, au fur et à mesure de l'avancée nazie, des militaires vers les membres du NSDAP.

## Les différents commissariats
L'idéologue du parti nazi Alfred Rosenberg prévoit, avant même le début de l'opération Barbarossa, le découpage du territoire à conquérir. Ils étaient aussi sous sa supervision lequel occupait le poste de Minister für die besetzten Ostgebiete (expression allemande que l'on peut traduire par « ministre du Reich pour les territoires occupés de l'Est »).
L'« Europe de l'Ouest », ou du moins ce que la propagande nazie considérait comme telle, comptait deux Reichskommissariats principaux : le Reichskommissariat Niederlande, pour les Pays-Bas, et le Reichskommissariat Norwegen, pour la Norvège. Quatre autres concernaient les « territoires orientaux occupés » pendant la Seconde Guerre mondiale. Selon l'avancée des troupes sur le front de l'Est, l'administration de ces territoires, conçus selon la propagande nazie comme Lebensraum, c'est-à-dire « espace vital » du Volksdeutsche et de la « race aryenne », passait progressivement des mains de la Wehrmacht à l'administration du Reich proprement dite. À terme, ces territoires devaient être intégrés à la Grande Allemagne, devenant alors des Reichsgau, ou circonscriptions administratives du Reich. La Pologne fut ainsi immédiatement intégrée, après sa conquête par les nazis, dans le Reich, et divisée en trois Reichsgau.

## Reichskommissariat de l'Est

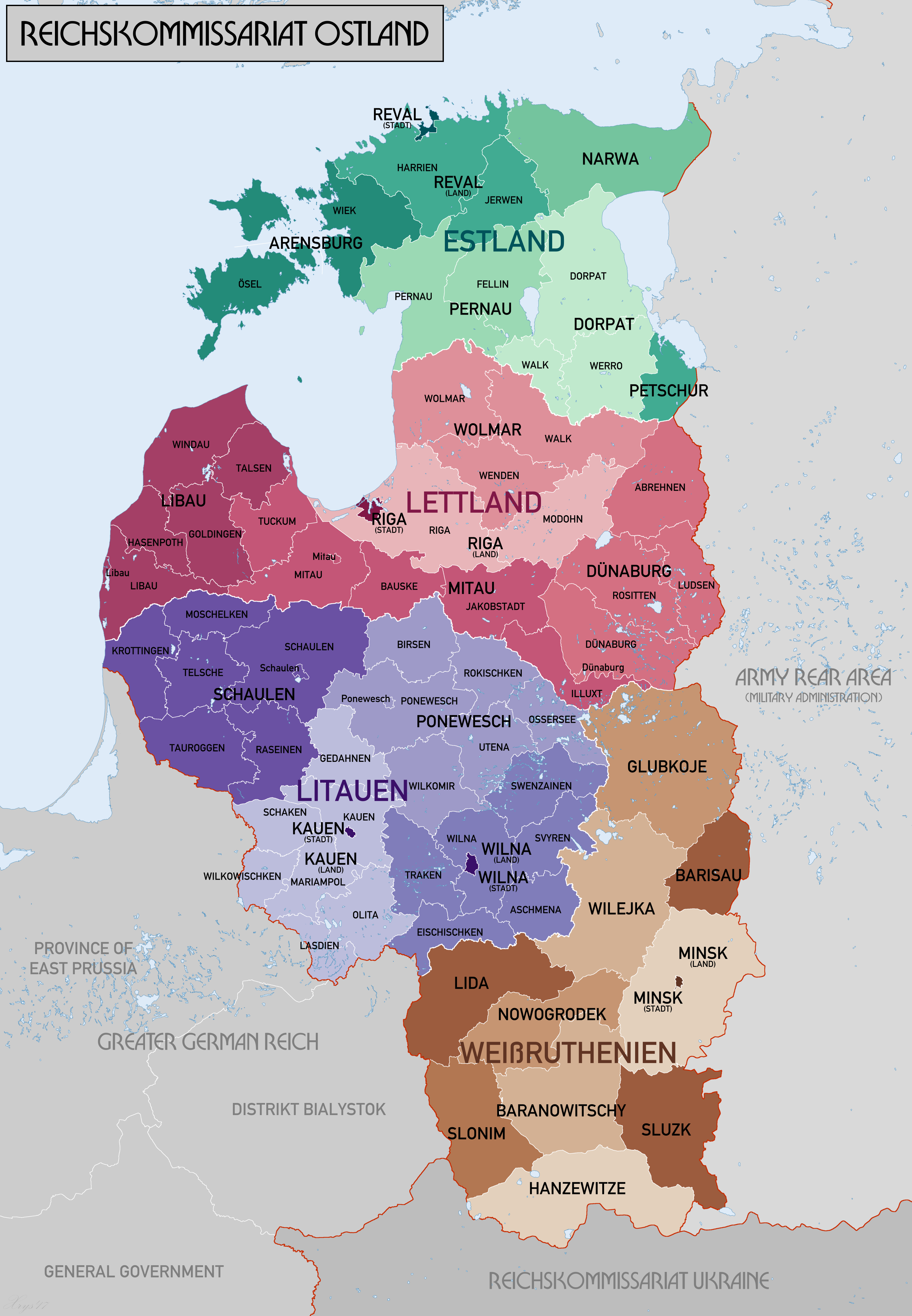
La structure administrative du Reichskommissariat Ostland, centrée sur Riga où se trouvent les autorités allemandes.

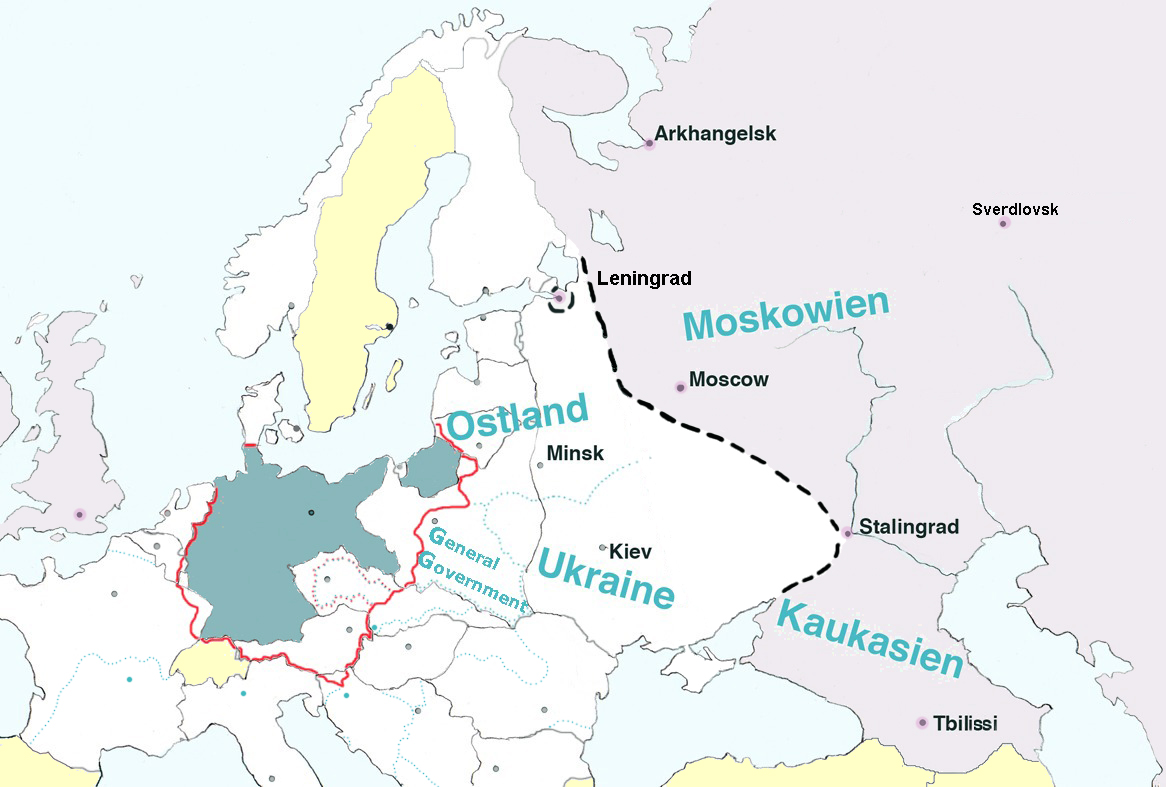
Carte superposant les frontières antérieures à la 2e GM et les redécoupages des territoires soviétiques des quatre Reichskommissariat de l'Est, telles que décidées par l'Ostinstitut.

Quatre Reichskommissariat furent créés sur le territoire de l'URSS, dépendant du ministère du Reich aux Territoires occupés de l'Est dirigé par Alfred Rosenberg. En application du Generalplan Ost, ces territoires furent soumis, avant même la conférence de Wannsee du 20 janvier 1942, à l'extermination des Juifs, des Tsiganes et des communistes. Ainsi, en janvier 1942, il ne restait déjà plus que 4 000 survivants sur les 70 000 Juifs résidant en Lettonie, qui avaient été massacrés par l'Einsatzgruppe A et le Sonderkommando Arājs :
- le Reichskommissariat Ostland comprenant les Pays baltes et une partie de la Biélorussie. Créé par décret du « Führer » du 17 juillet 1941, il était dirigé par le Reichskommissar für das Ostland Hinrich Lohse, qui cumulait ces fonctions avec celles de haut président et de Gauleiter de la province du Schleswig-Holstein. Lohse s'enfuit en 1944 devant l'avancée de l'Armée rouge ;
- le Reichskommissariat Kaukasus avec la zone autour des monts du Caucase (y compris la Géorgie, l'Arménie, l'Azerbaïdjan, etc.). Celui-ci ne fut jamais réellement établi en raison de l'échec ultime de l'avancée allemande fin 1942, stoppée par la bataille de Stalingrad au début de l'année 1943 ;
- le Reichskommissariat Moskowien pour la capitale de la République socialiste fédérative soviétique de Russie. Sa création le 17 juillet 1941 n'a jamais été réellement effective, et l'échec de l'opération Typhon visant la prise de Moscou a remis en cause son existence ;
- le Reichskommissariat Ukraine pour l'Ukraine, dirigé de septembre 1941 à mars 1944 par l'Obergruppenführer Erich Koch, qui cumule ces fonctions avec celles de Gauleiter et de Gauleiter de Prusse-Orientale. Il est assisté par le chef des SS en Ukraine, l'Obergruppenführer Gottlob Berger. Ce Reichskommissariat, qui n'englobait pas tout le territoire actuel de l'Ukraine, avait son siège à Rivne. La Transnistrie fut ainsi annexée par la Roumanie. Des conflits entre Koch et Rosenberg eurent lieu, ainsi qu'entre Koch et son subordonné, le Gauleiter Alfred Frauenfeld, compétent dans le district de Krim (Melitopol). Rosenberg nomma également comme secrétaire d'État de ce Reichskommissariat l'Obergruppenführer Herbert Backe, l'un des instigateurs du Hungerplan visant à affamer la population locale au profit du Reich qui s'emparait ainsi du « grenier à blé » de l'Europe.
- le Reichskommissariat Turkestan, qui devait concerner l'Asie centrale, ne fut jamais établi.

Lors du procès de Nuremberg, Hartley Shawcross affirma qu'en 1941, quatre autres divisions administratives avaient été prévues :
- le Reichskommissariat Ural (centré sur l'Oural) ;
- le Reichskommissariat West-Sibirien (Sibérie occidentale et Novossibirsk) ;
- le Reichskommissariat West-Nordland (les côtes arctiques occidentales de Russie) ;
- le Reichskommissariat Ost-Nordland (les côtes arctiques du Nord-Est).

## Reichskommissariat de l'Ouest
- le Reichskommissariat Norwegen, créé pendant la campagne de Norvège (avril-juin 1940) était dirigé par le Reichskommissar Josef Terboven, nommé dès le 24 avril 1940 à ses fonctions qu'il conserva jusqu'à son suicide le 7 mai 1945, le commandement passant ensuite au général Franz Böhme qui donna sa reddition dès le lendemain. Même après la proclamation du Gouvernement national du collaborateur Quisling en 1942, le Reichskommissar continua à détenir la réalité du pouvoir, assisté du général SS (Obergruppenführer) Wilhelm Rediess, qui se suicida le 8 mai 1945 ;
- le Reichskommissariat Niederlande était dirigé par l'Autrichien Arthur Seyss-Inquart, doté du grade de Gruppenführer-SS ; il demeura en place jusqu'en 1945, Hitler nommant le 13 décembre 1942 Anton Mussert comme « Führer du peuple néerlandais », toujours assisté, toutefois, par Seyss-Inquart ;
- le Reichskommissariat Belgien-Nordfrankreich englobait la Belgique ainsi que les départements français du Nord et du Pas-de-Calais. En décembre 1944 ce territoire fut annexé dans la « Grande Allemagne », étant divisé en deux Reichsgaue et une « ville libre » : le Reichsgau des Flandres, le Reichsgau de Wallonie et le district de Bruxelles.